# Karla Souza
Karla Olivares Souza (Ciudad de México; 11 de diciembre de 1985), más conocida como Karla Souza, es una actriz de cine, teatro, televisión y cantante mexicana. Saltó a la fama tras interpretar a Bárbara Noble en la película Nosotros, los Nobles (2013), ópera prima del director Gary Alazraki. Entre sus trabajos más relevantes resaltan algunas de las películas más taquilleras de México, Nosotros, los Nobles (2013), No se aceptan devoluciones (2013) y ¿Qué culpa tiene el niño? (2016), además de interpretar a Laurel Castillo en la serie estadounidense How to Get Away with Murder.

## Primeros años
Su padre era chileno y se dedicaba a los zapatos y su madre Mónica es mexicana y trabaja en publicidad. Tiene dos hermanos, su hermano menor Jerónimo y su hermana Mónica, aparte de algunos medios hermanos por parte de su padre. En 1993, a la edad de siete años, fue contratada para aparecer en la película Aspen Extreme y fue ahí donde comenzó a manifestar su interés por la actuación. Consecuentemente, sus padres decidieron enviarla a estudiar a Francia e Inglaterra. En este último país estudió en el Central School of Speech and Drama, en la Universidad de Londres. En Rusia consiguió una beca para una de las mejores escuelas de actuación, la compañía de teatro Moscow Arts Theatre, ubicada en la ciudad de Moscú.

## Carrera
En 2008 debutó en televisión en la serie Terminales, de Televisa, y en teatro en Avenue Q, obra que la ayudó a conseguir su papel en la telenovela Verano de Amor producida por Pedro Damián en 2009.
Después, tuvo su primer papel protagónico en la película El efecto tequila y una pequeña participación en la serie estadounidense Persons Unknown en 2010, mismo año en el dio a vida a Prisca, una menonita con sueños de ser cantante grupera en la serie de televisión Los héroes del norte, creada por Gustavo Loza. En 2011 tuvo participaciones en From Prada to Nada y la serie de televisión Niño Santo. Un año más tarde volvió a trabajar con Gustavo Loza en la serie de Cadena Tres La clínica, desarrollando el papel de Maripili, y su segundo protagónico en Suave Patria junto a Omar Chaparro y Adrián Uribe. En 2013 se estrenó su tercer protagónico en la película Me Late Chocolate, junto a Osvaldo Benavides. Ese mismo año se estrenó Nosotros los Nobles, la segunda película más taquillera de la historia de México. Ha sido conductora de los Millennial Awards de MTV.
En 2014 filmó El Jesuita. Posteriormente, en 2016, estrenó la película I Brake For Gringos, en la cual interpreta a Ashley López. En 2014 renovó su papel de Lucía en la segunda temporada de Niño Santo y en 2013 estrenó la tercera temporada de Los héroes del norte. En 2014, comenzó a aparecer en la serie estadounidense How to Get Away with Murder, en el papel de Laurel Castillo, y en 2016 apareció en la película ¿Qué culpa tiene el niño? y en 2020 en la serie de Amazon Prime El presidente. En 2022 presentó la película La caída, donde encarnó el rol central de Mariel y de la que además fue productora. El film trata sobre los abusos en el mundo de la alta competencia deportiva.

## Vida personal
Karla habla con fluidez el español, inglés y francés. En diciembre de 2013, se comprometió con Marshall Trenkmann. La boda tuvo lugar en California en mayo de 2014. El 19 de abril de 2018 dio a luz a una niña llamada Gianna Trenkmann. El 12 de junio de 2020 dio a luz a su segundo hijo, un varón llamado Luka.
El 21 de febrero de 2018, aseguró durante una entrevista con Carmen Aristegui que sufrió abuso sexual por parte de un productor con quien trabajó, pero durante sus declaraciones no mencionó ningún nombre. Sin embargo, a raíz esta noticia, horas después, la televisora mexicana Televisa lanzó un comunicado rompiendo relaciones de trabajo con el cineasta Gustavo Loza.
El 15 de marzo de 2024 dio a luz a su tercer hija llamada Giulia. 

## Filmografía

### Cine
| Año  | Título                      | Personaje                  | Notas                      |
| ---- | --------------------------- | -------------------------- | -------------------------- |
| 2010 | Lado b                      | Pam                        | Telefilme de medio metraje |
| 2010 | El efecto tequila           | Ana Luisa                  | Protagonista               |
| 2012 | Suave patria                | Roxana Robledo             |                            |
| 2013 | Me late chocolate           | Moni                       | Protagonista               |
| 2013 | No se aceptan devoluciones  | Jackie                     |                            |
| 2013 | Nosotros los nobles         | Barbara Noble              | Protagonista               |
| 2014 | El Jesuita                  | Collie                     |                            |
| 2014 | El crimen del Cácaro Gumaro | Empleada de Supper Burrows |                            |
| 2016 | Guatdefoc / Sundown         | Ashley López               |                            |
| 2016 | ¿Qué culpa tiene el niño?   | Maru                       | Protagonista               |
| 2017 | Todos queremos a alguien    | Clara                      | Protagonista               |
| 2018 | Jacob's Ladder              | Annie / Angel              |                            |
| 2020 | La fiesta de pijamas        | Jay                        |                            |
| 2022 | Voy a pasármelo bien        | Layla                      |                            |
| 2022 | Turno de Día                | Audrey San Fernando        |                            |
| 2022 | La Caída                    | Mariel                     |                            |
| 2024 | Technoboys                  | Melena                     |                            |

### Televisión
| Año       | Título                      | Papel                | Notas                                  |
| --------- | --------------------------- | -------------------- | -------------------------------------- |
| 2009      | Terminales                  | Vanessa              | Episodio: "Espejismos"                 |
| 2009      | Verano de amor              | Dana Villalba Duarte | Telenovela, 120 episodios              |
| 2010      | Persons Unknown             | Dosette              | Episodio: "And Then There Was One"     |
| 2010      | Bienes Raíces               | Cata                 | Segunda temporada                      |
| 2011      | Niño Santo                  | Doctora Lucía        | Protagonista                           |
| 2010-2011 | Los héroes del norte        | Prisca               | Protagonista, 36 episodios             |
| 2012      | La clínica                  | Maripily Rivadeneyra | Protagonista y enferma                 |
| 2014–2020 | How to Get Away with Murder | Laurel Castillo      | Protagonista, serie de TV ABC          |
| 2020      | El presidente               | Rosario-Lisa Harris  | Protagonista, serie Amazon Prime Video |
| 2021-2023 | Home Economics              | Marina               | Protagonista, serie de TV ABC          |

### Teatro
- Love Song
- The Sound of Music
- Avenue Q
- New York Showcase
- Honour
- Music Lessons
- Saturday Sunday Monday
- Semi Mond
- Don Juan Comes Back From The War
- King Lear
- The Oresteia
- School for Wives
- Death of a Salesman
- A Midsummer Night's Dream
- Philistines
- Slidding with Suzanne

## Premios y nominaciones
| Año  | Premio                       | Categoría               | Trabajo              | Resultado |
| ---- | ---------------------------- | ----------------------- | -------------------- | --------- |
| 2014 | Diosas de Plata              | Mejor actriz            | Nosotros, los Nobles | Nominada  |
| 2013 | Premios ACE                  | Mejor actriz revelación | Suave patria         | Nominada  |
| 2013 | Festival Pantalla de Cristal | Mejor actriz            | Nosotros, los Nobles | Ganadora  |
| 2023 | International Emmy award     | Mejor actriz            | La caida             | Ganadora  |